# Španjolski savez šaha
Španjolski savez šaha (špa.: Federación Española de Ajedrez), krovno tijelo športa šaha u Španjolskoj. Sjedište je u Madridu, Coslada 10. Španjolska pripada europskoj zoni 1.1c. Predsjednik je Francisco Javier Ochoa de Echaguen (ažurirano 22. listopada 2019.).

## Vanjske poveznice
- Službene stranice